# Panorpodes komaensis
Panorpodes komaensis är en näbbsländeart som beskrevs av Hanjiro Okamoto 1925. 
Panorpodes komaensis ingår i släktet Panorpodes och familjen Panorpodidae. Inga underarter finns listade i Catalogue of Life.